# Nakba

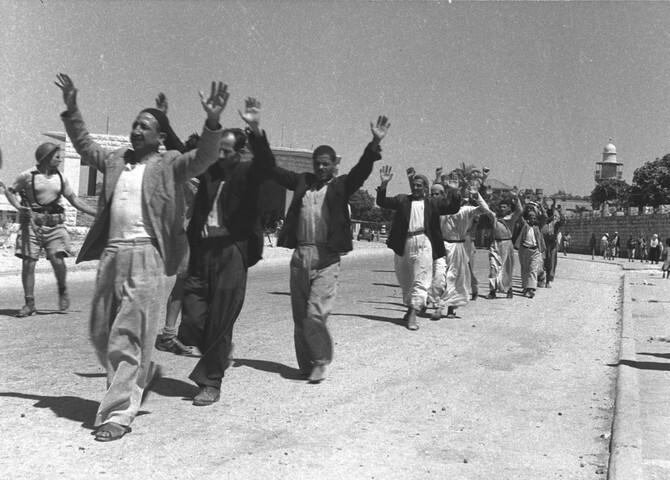
Palästinenser in der Stadt Ramla ergeben sich den israelischen Streitkräften, Juli 1948

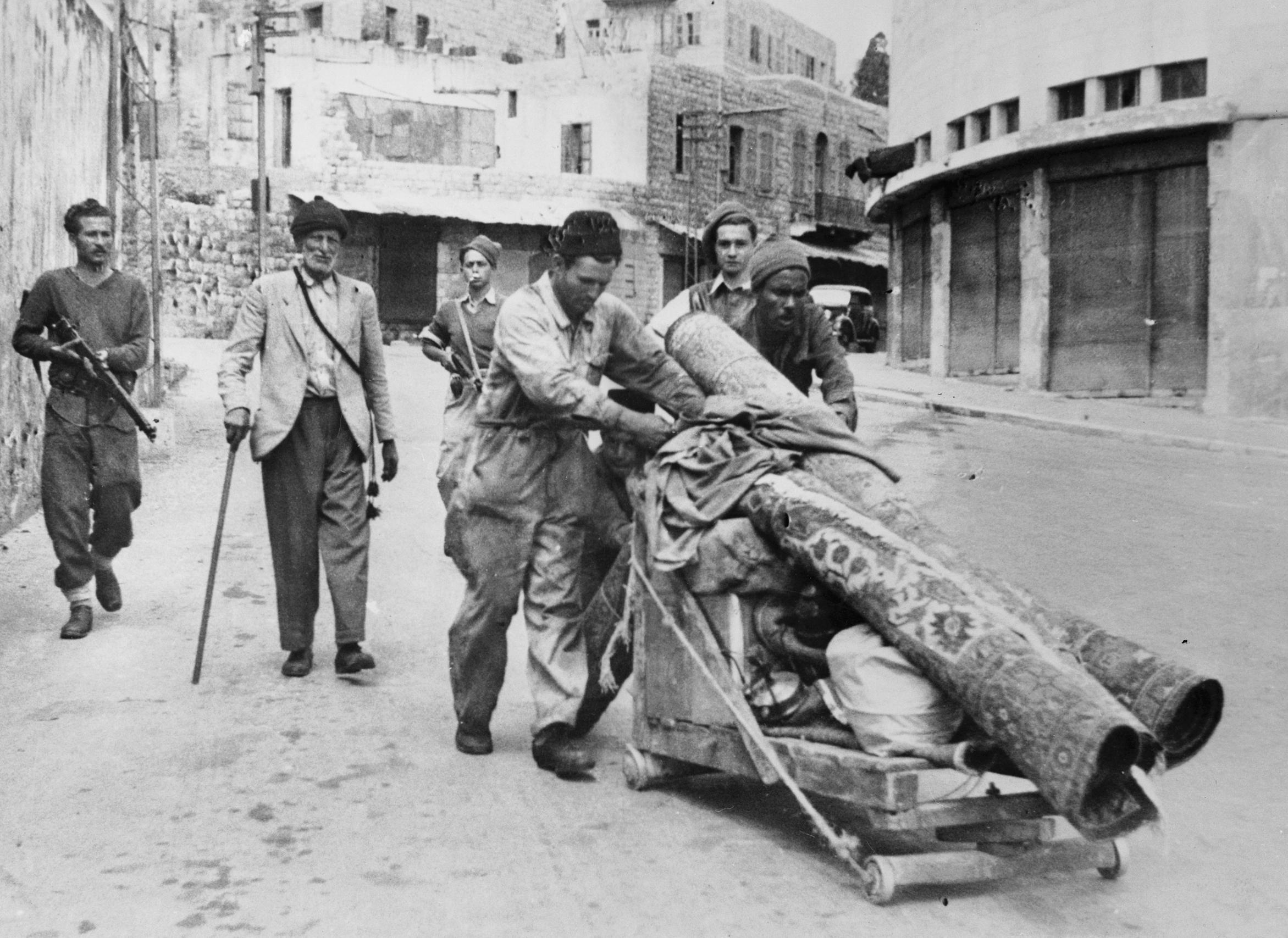
Haifa, 12. Mai 1948: Zionistische Haganah Miliz vertreibt Palästinenser aus ihrer Heimat

Die Nakba (arabisch النكبة, DMG an-Nakba ‚Katastrophe‘ oder ‚Unglück‘, hebräisch הַנַּכְּבָּה haNakbah) bezeichnet die Vertreibung und Flucht arabischer Palästinenser während des Palästinakrieges (1947–1949) im Mandatsgebiet Palästina und dem entstehenden Staat Israel sowie die Enteignung ihres Landes, Eigentums und Besitzes, von denen rund 700.000 Menschen unmittelbar betroffen waren. Sie umfasst in einem weiteren Sinne auch die Zerstörung der Gesellschaft, Kultur, Identität, politischen Rechte und nationalen Bestrebungen der Palästinenser. Der Begriff wird außerdem verwendet, um das kollektive Trauma der anhaltenden Verfolgung und Vertreibung von Palästinensern durch Israel aus ihrer Heimat zu beschreiben. Insgesamt umfasst er das Zerschlagen der palästinensischen Gesellschaft und die langanhaltende Ablehnung des eingeforderten Rückkehrrechts palästinensischer Flüchtlinge und ihrer Nachkommen.
Im Geschichtsbild von Palästinensern und ihren Fürsprechern wird die Nakba üblicherweise als von Anfang an geplante ethnische Säuberung durch das israelische Militär und paramilitärische zionistische Gruppen beschrieben. Im traditionellen israelischen Geschichtsbild hingegen wurde sie üblicherweise als freiwillige Flucht von Teilen der arabischen Bevölkerung infolge von Aufrufen arabischer Führungspersönlichkeiten dargestellt.
Nach der Öffnung der Archive wurde seit Ende der 1970er Jahre das israelische Narrativ durch die Arbeiten der neuen israelischen Historiker korrigiert und überarbeitet, um anzuerkennen, dass tatsächlich Vertreibungen stattgefunden haben. Es besteht jedoch auch unter ihnen Dissens über das Motiv der Vertreibungen und ob diese systematisch durchgeführt und geplant waren. Das arabische Narrativ beschreibt die Nakba weiterhin als ethnische Säuberung, aber die Darstellung hat sich gewandelt von der einer gleichsam natürlichen Katastrophe zu einer, die die Rolle der palästinensischen Führung und der arabischen Regierungen in die Beurteilung einbezieht.
Vereinzelt wird die Vertreibung von Juden aus arabischen und islamischen Ländern als „jüdische Nakba“ bezeichnet. Dieser Vergleich wird jedoch sowohl von palästinensischen als auch von zionistischen Quellen kritisiert.
Mit dem 15. Mai gibt es einen Gedenktag, der per Resolution der Generalversammlung der Vereinten Nationen als solcher international anerkannt wurde.

## Hintergrund
Die Wurzeln der Nakba lassen sich bis zur Ankunft der ersten Zionisten und dem von ihnen betriebenen Landerwerb im osmanischen Palästina im späten 19. Jahrhundert zurückverfolgen. Viele Zionisten strebten danach, in Palästina einen jüdischen Staat an beiden Ufern des Jordans zu errichten, mit so viel Land, so vielen Juden und so wenigen Arabern wie möglich. Als die Briten im Jahr 1917 während des Ersten Weltkriegs in der Balfour-Erklärung ihre offizielle Unterstützung für den Zionismus bekanntgaben, bestand die Bevölkerung Palästinas aus etwa 750.000 Menschen, von denen ungefähr 94 % Araber und 6 % Juden waren.
Nach der Aufteilung des Osmanischen Reiches nach seiner Niederlage im Ersten Weltkrieg begann 1922 die britische Herrschaft über das vom Völkerbund geschaffene Mandatsgebiet Palästina. Inzwischen war die jüdische Bevölkerung Palästinas auf etwa 10 % angewachsen. Sowohl die Balfour-Erklärung als auch das Völkerbundsmandat für Palästina bezeichneten die dortige arabische Bevölkerungsmehrheit als „bestehende nicht-jüdische Gemeinschaften“.
Nach dem Zweiten Weltkrieg und dem Holocaust erklärten die Briten im Februar 1947, das Mandat beenden und die Zukunft Palästinas den Vereinten Nationen zur Entscheidung vorlegen zu wollen. Der Sonderausschuss der Vereinten Nationen für Palästina (UNSCOP) wurde gegründet und legte im September einen Bericht vor der UN-Generalversammlung vor, der eine Teilung empfahl. Palästinenser und die meisten Mitglieder der Arabischen Liga lehnten die Teilung ab und argumentierten, dies käme z. B. einer Aufteilung Algeriens zwischen den französischen Siedlern und der einheimischen Bevölkerung gleich, und sie verstünden nicht, warum die Palästinenser für den von Europäern verursachten Holocaust bezahlen sollten. Zionisten akzeptierten die Teilung, planten jedoch, die Grenzen Israels über das von den UN zugewiesene Gebiet hinaus zu erweitern. Im Herbst 1947 vereinbarten Israel und Jordanien mit britischer Zustimmung heimlich, das Palästina zugewiesene Land nach dem Ende des britischen Mandats unter sich aufzuteilen.
Am 29. November 1947 verabschiedete die Generalversammlung der Vereinten Nationen die Resolution 181 (II) – den Teilungsplan für Palästina. Zu diesem Zeitpunkt bestand die Bevölkerung Palästinas noch zu etwa zwei Dritteln aus Arabern, während Juden zwischen einem Viertel und einem Drittel seiner Bevölkerung bildeten und etwa 7 % der Flächen im Land besaßen. Der UN-Teilungsplan wies Israel etwa 55 % des Landes zu, in denen die Bevölkerung zu diesem Zeitpunkt etwa 500.000 Juden und 407.000 bis 438.000 Araber umfasste. Der in Palästina neben dem jüdischen Staat zu gründende arabische Staat sollte die verbleibenden 45 % des Landes umfassen, in denen die Bevölkerung aus etwa 725.000 bis 818.000 Arabern und 10.000 Juden bestand. Jerusalem (einschließlich Bethlehem) sollte ein international verwaltetes Corpus Separatum sein; die Einwohnerzahl hier belief sich auf etwa 100.000 Araber und 100.000 Juden.
Der Teilungsplan wurde von Kritikern als einseitig prozionistisch empfunden. Andere Stimmen rechtfertigten den hohen Anteil des zu gründenden jüdischen Staates am Territorium Palästinas damit, dass er zum großen Teil im Negev liege, einem wenig besiedelten steppenähnlichen Gebiet im Süden. Doch war der Negev nicht menschenleer, sondern der Lebensraum von etwa 100.000 Beduinen, die dort den überwiegenden Teil der Gerste und des Weizens, die in Palästina angebaut wurden, produzierten. Unterdessen lebten zu dieser Zeit nur 475 jüdische Siedler im Negev. Das Arabische Oberkomitee, die Arabische Liga und andere arabische Organisationen und Regierungen lehnten den Teilungsplan mit der Begründung ab, dass über die arabische Bevölkerungsmehrheit in Palästina hinaus auch die Mehrheit der Flächen des Landes in arabischem Eigentum seien. Jedwede territoriale Aufteilung Palästinas schien ihnen daher nicht hinnehmbar; sie verstieße gegen das in der Karta der Vereinten Nationen formulierte Recht auf nationale Selbstbestimmung, das auch der arabischen Bevölkerung Palästinas in ihrem Land zustehe. Hingegen wurde der UN-Plan von den meisten Juden in Palästina gefeiert, da er dem jüdischen Volk, insbesondere den jüdischen Flüchtlingen aus Europa ein selbstbestimmtes Leben in einem eigenen, unabhängigen Staat garantieren sollte; einige zionistische Führer, namentlich David Ben-Gurion, sahen die Zustimmung zur Teilung als einen ersten taktischen Schritt auf dem Weg zu einer späteren territorialen Expansion in ganz Palästina. In einer Ansprache vor dem Zentralkomitee der jüdischen Einheitsgewerkschaft in Palästina, Histadrut, nach der UN-Abstimmung über die Teilung Palästinas sagte Ben-Gurion:

„Die Gesamtbevölkerung des jüdischen Staates bei seiner Gründung wird etwa eine Million betragen, darunter fast 40 % Nichtjuden. Eine solche [Bevölkerungs]zusammensetzung bietet keine stabile Grundlage für einen jüdischen Staat. Diese [demografische] Tatsache muss in aller Klarheit und Schärfe gesehen werden. Bei einer solchen Zusammensetzung kann nicht einmal absolute Sicherheit bestehen, dass die Kontrolle in den Händen der jüdischen Mehrheit bleiben wird ... Es kann keinen stabilen und starken jüdischen Staat geben, solange er nur eine jüdische Mehrheit von 60 % hat.“

In den folgenden Tagen begann der Palästinakrieg, der auch als israelischer Unabhängigkeitskrieg bezeichnet wird. Der Krieg hatte zwei Phasen: den Bürgerkrieg zwischen Juden und Arabern bis zur israelischen Staatsgründung und den arabisch-israelischen Krieg. Der Exodus der arabischen Bevölkerung begann bereits in der ersten Phase. Der Plan Dalet wurde am 10. März an die Kommandeure der Hagana-Brigaden gesendet. Laut Azzam Pasha, dem Generalsekretär der Arabischen Liga, hatte das Massaker von Deir Jassin einen erheblichen Einfluss auf den Entschluss der arabischen Staaten, Truppen nach Palästina zu entsenden. Am 30. April einigten sich die arabischen Staatschefs auf einem Gipfeltreffen, im Augenblick des Abzugs der Briten aus Palästina mit regulären militärischen Kräften in den Konflikt einzugreifen. Wenige Stunden vor dem Ende des britischen Mandats (um Mitternacht) erklärte Israel am 14. Mai 1948 seine staatliche Unabhängigkeit.  Am 15. Mai marschierten die arabischen Armeen in Palästina ein, was den arabisch-israelischen Krieg auslöste.

## Begriff

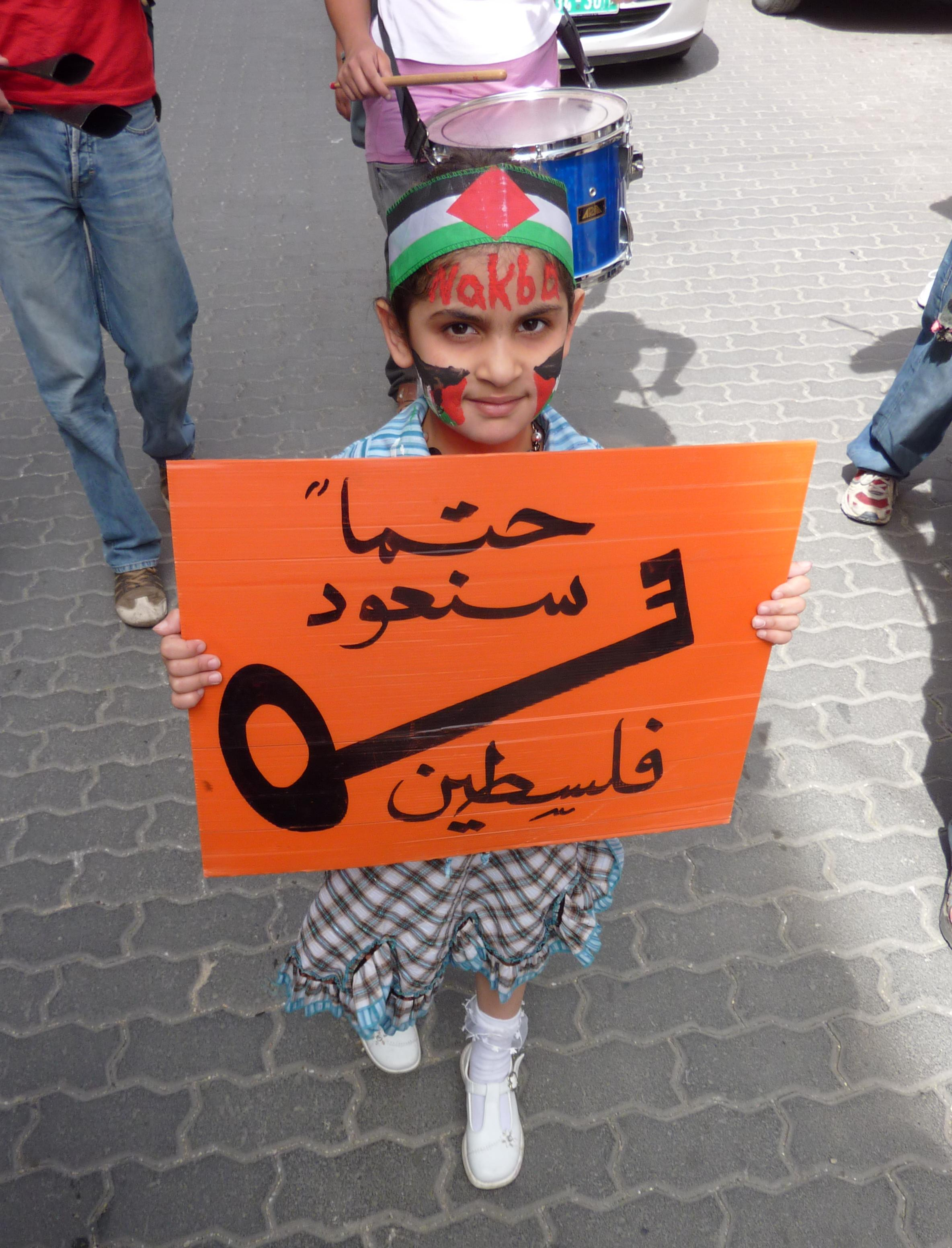
Ein Mädchen hält bei einer Demonstration zum Nakba-Tag in Hebron, Westjordanland, ein Schild hoch, auf dem steht: „Wir werden definitiv zurückkehren, Palästina.“ (2010)

Geprägt wurde der Ausdruck Nakba von dem arabischen Nationalisten Constantin Zureik, einem Geschichtsprofessor an der Amerikanischen Universität Beirut. Er verwendete ihn erstmals in seinem 1948 erschienenen Buch Maʿnā an-Nakba, deutsch: die Bedeutung des Unglücks. Im Kontext der Flucht und Vertreibung der Palästinenser lässt der Begriff sich bereits im Juli 1948 erstmals nachweisen auf einem arabischsprachigen Flugblatt der Hagana an arabische Bewohner von al-Tira bei Haifa (heute Tirat Carmel). Zusammen mit der von dem Cartoonisten Nadschi al-Ali geschaffenen Figur des Hansala, eines barfüßigen Kindes, das immer von hinten gezeichnet ist, und dem symbolhaft präsentierten Schlüssel des eigenen Hauses in der verlorenen Heimat, den viele betagte palästinensische Geflüchtete oder ihre Nachkommen aufbewahren, ist die Nakba ein wichtiges Symbol im palästinensischen Diskurs.
Elias Khoury schreibt, dass es das Verdienst der Werke von Edward Said gewesen sei, einen „radikal neuen Ansatz“ zur Nakba im Vergleich zu den Arbeiten von Zureiq und anderen frühen Verwendern des Begriffs zu entwickeln. Diese früheren Arbeiten hätten „die Konnotation einer Naturkatastrophe“ getragen und somit „die palästinensische Führung und die arabischen Regierungen von der direkten Verantwortung für die Niederlage“ gleichsam entbunden.

## Die fortlaufende Nakba
„Die fortlaufende Nakba“ (Arabisch: النكبة المستمرة, romanisiert: al-nakba al-mustamirra) ist ein historiographischer Rahmen, der die palästinensische „Nakba“ oder „Katastrophe“ als ein noch entstehendes und sich weiter entfaltendes Phänomen interpretiert. Der Ausdruck entstand Ende der 1990er Jahre, und seine erste öffentliche Verwendung wird allgemein Hanan Aschrawi zugeschrieben, die ihn in einer Rede auf der Weltkonferenz gegen Rassismus im Jahr 2001 erwähnte. Der Begriff wurde daraufhin sporadisch auf Englisch und Arabisch verwendet, bis Joseph Massad das Konzept 2008 in einem Artikel in der Al-Ahram Weekly detaillierter ausführte und die Nakba als einen fortwährenden Prozess statt als ein einzelnes Ereignis von 1948 definierte. Shir Alon beschreibt die fortlaufende Nakba als „ein Mittel zum Verständnis der palästinensischen historischen Gegenwart“. Dies ist auch die aktuelle Definition der Nakba durch die israelische NGO Zochrot. Das Lied 'Hind's Hall', geschrieben von Macklemore zur Unterstützung der pro-palästinensischen Studentenproteste 2024, sagt, dass 'die Nakba nie endete'.
Im Jahr 2011 kritisierte Elias Khoury Constantin Zureiks ursprüngliche Definition:

« Ce qu’il n’avait pas compris à l’époque, c’est que la Nakba n’est pas un événement mais un processus. Les confiscations de terres n’ont jamais cessé. Nous vivons toujours dans l’ère de la Nakba. »

„Was er damals nicht verstanden hatte, ist, dass die Nakba kein Ereignis, sondern ein Prozess ist. Die Landkonfiskationen haben nie aufgehört. Wir leben immer noch in der Ära der Nakba.“

## Komponenten

### Flucht und Vertreibung
Im Verlauf des Palästinakriegs von 1947 bis 1949 flohen oder wurden schätzungsweise 700.000 bis 750.000 Palästinenser vertrieben. Dies entsprach etwa 80 % der damals in dem Gebiet des heutigen Israels ansässigen palästinensisch-arabischen Bevölkerung. Bereits vor der israelischen Unabhängigkeitserklärung im Mai 1948 waren fast die Hälfte dieser Menschen (über 300.000 Palästinenser) geflohen oder vertrieben worden. Ein Fakt, der als Casus Belli für den Eintritt der Arabischen Liga in das Land genannt wurde, was 1948 den Arabisch-Israelischen Krieg auslöste.
In Klausel 10.(b) des Kabelgramms, welches der Generalsekretär der Liga der arabischen Staaten am 15. Mai 1948 an den Generalsekretär der Vereinten Nationen sandte, rechtfertigte er die Intervention der arabischen Staaten. Er betonte, dass „etwa ein Viertel Millionen Araber gezwungen waren, ihre Heimat zu verlassen und in benachbarte arabische Länder zu emigrieren.“ Nach dem Krieg versuchten zahlreiche Palästinenser, in ihre Heimat zurückzukehren. Zwischen 2.700 und 5.000 Palästinenser wurden in diesem Zeitraum von israelischen Kräften getötet, die meisten von ihnen waren unbewaffnet und verfolgten das Ziel, aus wirtschaftlichen oder sozialen Gründen zurückzukehren.
Gleichzeitig wurden viele Palästinenser, die in Israel blieben, zu intern Vertriebenen. Im Jahr 1950 schätzte die UNRWA ihre Zahl auf 46.000 (von 156.000 Palästinensern innerhalb der Grenzen Israels von 1949). Bis 2003 wurden etwa 274.000 arabische Staatsbürger Israels – oder jeder Vierte in Israel – aufgrund der Ereignisse von 1948 als intern vertrieben eingestuft.

### Enteignung und Auslöschung
Im Jahr 1945, von den 26,4 Millionen Dunam (26.400 km²) Land im Völkerbundsmandat Palästina, waren:
- 12,8 Millionen entweder im Besitz oder in unbefristeter Pacht von Arabern
- 1,5 Millionen von Juden
- 1,5 Millionen waren Staatsland
- 10,6 Millionen bildeten den wüstenhaften Bezirk Beersheba (Negev).

Von den 9,2 Millionen Dunam landwirtschaftlich nutzbaren Landes besaßen Araber 7,8 Millionen Dunam, Juden 1,2 Millionen und 0,2 Millionen waren Staatsland.
Nach 1949 kontrollierte Israel etwa 20,5 Millionen Dunam (ca. 20.500 km²) oder 78 % des Völkerbundsmandats Palästina. Das Technische Büro der UNCCP identifizierte im Mai 1964 rund 453.000 Grundstücke, die zuvor von Palästinensern bis zum Ende des Mandats besessen oder gepachtet wurden, insgesamt etwa 7.069.091 Dunam. Ein leitender israelischer Landbeamter schätzte die Verluste der Flüchtlinge auf 3.175.000 Dunam. Laut Michael Fischbach ergibt sich ein Teil der Diskrepanz aus den kollektiv von palästinensischen Dörfern besessenen Ländereien, die in der israelischen Angabe nicht enthalten sind. Es wurden Landgesetze verabschiedet, um diese Änderungen im Landbesitz zu legalisieren.
Vor, während und nach dem Krieg von 1947–1949 wurden Hunderte palästinensischer Städte und Dörfer entvölkert und zerstört. Geographische Namen im ganzen Land wurden gelöscht und durch hebräische Namen ersetzt, manchmal Ableitungen der historischen palästinensischen Nomenklatur. Zahlreiche nicht-jüdische historische Stätten wurden zerstört, nicht nur während der Kriege, sondern auch in einem nachfolgenden Prozess über mehrere Jahrzehnte. Zum Beispiel wurden über 80 % der Moscheen in palästinensischen Dörfern zerstört, und Artefakte wurden aus Museen und Archiven entfernt. Mosche Dajan, ein israelischer Politiker, sagte:

“Wir kamen in dieses Land, das bereits von Arabern bevölkert war, und wir errichten hier einen hebräischen, das heißt einen jüdischen Staat. In beträchtlichen Gebieten des Landes [die Gesamtfläche betrug etwa 6 Prozent] kauften wir das Land von den Arabern. Jüdische Dörfer wurden anstelle von arabischen Dörfern gebaut. Sie kennen nicht einmal die Namen dieser arabischen Dörfer, und ich mache Ihnen keinen Vorwurf, denn diese Geografiebücher existieren nicht mehr; nicht nur die Bücher existieren nicht mehr, die arabischen Dörfer gibt es auch nicht mehr. Nahalal [Dajans eigenes Dorf] entstand anstelle von Mahalul, Gevat anstelle von Jibta, [Kibbuz] Sarid anstelle von Haneifs und Kefar Yehoshua anstelle von Tell Schaman. Es gibt keinen Ort in diesem Land, der nicht zuvor eine arabische Bevölkerung hatte.”

### Staatenlosigkeit und Entstaatlichung
Die Entstehung der Staatenlosigkeit der Palästinenser ist ein Kernmerkmal der Nakba und bleibt bis heute eine charakteristische Eigenschaft des nationalen Lebens der Palästinenser. Die Mehrheit der arabischen Palästinenser wurde staatenlos, obwohl einige andere Staatsangehörigkeiten annahmen. Nach 1948 hörten die Palästinenser auf, nur als Palästinenser identifiziert zu werden; sie wurden aufgeteilt in israelische Palästinenser, Ost-Jerusalemer Palästinenser, UNRWA-Palästinenser, Westbank-Palästinenser und Gazaner Palästinenser, jeder mit unterschiedlichen rechtlichen Status und Einschränkungen.
Das erste israelische Nationalitätsgesetz, verabschiedet am 14. Juli 1952, entnationalisierte die Palästinenser und erklärte die frühere palästinensische Staatsbürgerschaft als „inhaltlos“, „unbefriedigend und unzureichend für die Verhältnisse nach der Gründung Israels“.
Laut einem Bericht von 2010 des Hilfswerks der Vereinten Nationen für Palästina-Flüchtlinge im Nahen Osten (UNRWA) machen Flüchtlinge etwa 40 % der Gesamtbevölkerung in den von Israel besetzten Gebieten aus und zwei Drittel der Bevölkerung im Gazastreifen. Darunter befinden sich schätzungsweise 45.000 palästinensische Ursprungsflüchtlinge, die 1949 oder früher geboren wurden (was 1,04 % aller Palästinenser im Gazastreifen und im Westjordanland ausmacht). Im Jahr 2013 lebten etwa 14.600 dieser älteren Flüchtlinge im Gazastreifen, was zwei Drittel der Altersgruppe vor 1949 in dieser Region entspricht, und etwa 13.000 lebten im Westjordanland, was 40 % der entsprechenden Altersgruppe dort ausmacht. Da die Vertreibung vor über 75 Jahren stattfand, sind diese Personen in fortgeschrittenem Alter, und ihre Zahl nimmt aufgrund der Sterblichkeitsrate ab. Palästinensische Flüchtlinge sind überproportional von Armut, Ernährungsunsicherheit und hoher Arbeitslosigkeit betroffen. Das UNRWA erweitert die Definition von Flüchtlingen auf alle ihre Nachkommen, solange sie nicht repatriiert wurden.

### Spaltung der Gesellschaft
Die Nakba war der Hauptauslöser für die palästinensische Diaspora; zugleich wurde mit der Gründung Israels ein jüdischer Heimatstaat geschaffen, während die Palästinenser zu einer 'Flüchtlingsnation' mit einer 'wandernden Identität' geformt wurden. 2019 leben die meisten der 13,7 Millionen Palästinenser in der Diaspora, das heißt außerhalb des historischen Gebiets des Mandats Palästina, vornehmlich in anderen Staaten der arabischen Welt. Von den 6,2 Millionen Menschen, die bei dem speziellen Flüchtlingshilfswerk der UN für Palästinenser, der UNRWA, registriert sind, leben etwa 40 % im Westjordanland und im Gazastreifen, während 60 % sich in der Diaspora befinden. Viele dieser Diaspora-Flüchtlinge sind in ihren Gastländern nicht integriert, wie die anhaltenden Spannungen zwischen den palästinensischen Gemeinschaften im Libanon oder der palästinensische Exodus aus Kuwait zwischen 1990 und 1991 zeigen.
Diese Faktoren haben zu einer palästinensischen Identität des 'Leidens' beigetragen, während die Entterritorialisierung der Palästinenser sowohl einen vereinenden Faktor als auch einen Brennpunkt im Streben nach der Rückkehr in ihre verlorene Heimat geschaffen hat.

## Gründe und Ursachen

### Der Flucht und Vertreibung
Ein von den israelischen Verteidigungsstreitkräften (Nachrichtendienst) erstelltes Dokument mit dem Titel „Die Auswanderung der Araber aus Palästina im Zeitraum vom 1.12.1947 bis zum 1.6.1948“ wurde am 30. Juni 1948 datiert, aber erst um das Jahr 1985 allgemein bekannt. Das Dokument beschreibt elf Faktoren, die zum Exodus führten, und listet diese nach ihrer Wichtigkeit auf:
1. Direkte, feindselige Operationen der jüdischen [ Haganah/IDF ] gegen arabische Siedlungen.
2. Die Auswirkungen unserer feindseligen Operationen auf nahegelegene arabische Siedlungen (insbesondere der Fall großer benachbarter Zentren).
3. Operationen von jüdischen Dissidentengruppen (Irgun Tzvai Leumi und Lohamei Herut Yisrael).
4. Befehle und Dekrete von arabischen Institutionen und irregulären Banden.
5. Jüdische Flüsteroperationen [psychologische Kriegsführung], die darauf abzielen, arabische Bewohner zu verängstigen.
6. Ultimative Vertreibungsbefehle durch jüdische Kräfte.
7. Angst vor jüdischen Vergeltungsaktionen nach großen arabischen Angriffen auf Juden.
8. Das Auftreten von irregulären arabischen Kräften und nicht-lokalen Kämpfern in der Nähe von Dörfern.
9. Angst vor einer arabischen Invasion und deren Folgen, hauptsächlich in Grenzgebieten.
10. Isolierte arabische Dörfer in überwiegend jüdischen Gebieten.
11. Verschiedene lokale Faktoren und allgemeine Zukunftsängste.[79]

Weitere von Historikern angeführte Faktoren sind (in keiner bestimmten Reihenfolge):
- Der demoralisierende Einfluss der Flucht wohlhabenderer Klassen.[80]
- Die Typhusepidemie in einigen Gebieten, verursacht durch Brunnenvergiftung seitens der Israelis.[81][82]
- Die Abneigung, unter jüdischer Kontrolle zu leben.[83][84]
- An einigen Orten half die Kooperation und Kollusion zwischen dem Yishuv und den Briten dabei, Palästinenser zum Verlassen zu zwingen[85]

Die relative Bedeutung dieser Faktoren ist äußerst umstritten und schwierig zu bestimmen. Glazer schreibt die Schwierigkeit der Tatsache zu, dass viele Autoren von voreingenommenen Perspektiven ausgehen und nur die Punkte diskutieren, die ihre Positionen stützen. Beispielsweise bemerkt er die gängige Praxis, einige Zeilen aus einer arabischen Zeitung als „Beweis“ zu zitieren. Childers untersuchte diese Quellen erneut, um ihre volle Bedeutung zu verstehen, und entdeckte, dass die Zeilen aus dem Zusammenhang gerissen wurden. Tatsächlich vermittelten diese Aussagen bei genauerer Betrachtung das Gegenteil von dem, was Zionisten angedeutet hatten. Andererseits kritisiert Glazer arabische Quellen wie Fayez Sayegh dafür, geografische Details zu ignorieren.
Ein weiteres Problem ergibt sich durch die Sperrung arabischer Archive. Außerdem wurden israelische Dokumente, die Details zur Vertreibung von Palästinensern, zu Massakern, Vergewaltigungen durch israelische Soldaten und anderen sensiblen Ereignissen enthalten, erneut als „streng geheim“ eingestuft. Sowohl Glazer als auch Pappé thematisieren zudem die Problematik der Semantik. Während Morris den Begriff Vertreibung auf direkte Maßnahmen beschränkt, erweitert Masalha das Konzept, indem er psychologische Kriegsführung, Massaker und die Unterbrechung der Wasser- und Lebensmittelversorgung mit einbezieht.
Nichtsdestotrotz gelten die Erkenntnisse der „neuen Historiker“ mittlerweile als allgemein akzeptiert, und Ilan Pappé weist auf einen wachsenden gemeinsamen Boden zwischen den neuen Historikern und palästinensischen Schriftstellern hin. Die primären Meinungsverschiedenheiten zwischen ihnen konzentrieren sich auf zwei Schlüsselfragen:
- Transferzionismus: Diese Idee, die von palästinensischen Schriftstellern wie Nur Masalha und jüdischen Autoren wie Norman Finkelstein unterstützt wird, sieht im Zionismus den Kern der ideologischen Begründung für die Vertreibungen. Von Anfang an betrachtete die zionistische Bewegung die Umsiedlung der lokalen Bevölkerung als den einzigen gangbaren Weg, den Konflikt in Palästina zu lösen. Dies wurde zu einem integralen Bestandteil der zionistischen Überlebensstrategie, und daher war das Entfernen der lokalen Bevölkerung entscheidend für den Erfolg des zionistischen Projekts. Während es zunächst Hoffnung auf eine freiwillige Umsiedlung gab, wurde am Ende des britischen Mandats klar, dass eine Zwangsumsiedlung notwendig sein würde.[91] Gegner wie Anita Shapira und Shabtai Teveth argumentieren, dass das sporadische Gerede unter zionistischen Führungskräften von „Umsiedlung“ Wunschdenken war und nie ernsthaft verfolgt wurde.[93] Morris stimmt zu, dass der Bevölkerungstransfer „im Zionismus inhärent“ war, meint jedoch, es gab keinen zionistischen Vorkriegsplan, die Araber aus Palästina zu vertreiben.[94]
- Masterplan-Erklärung: Diese These, die erstmals von Walid Khalidi vorgestellt[95] und von israelischen Historikern wie Ilan Pappé und Tom Segev unterstützt wurde[96], besagt, dass der Exodus der Palästinenser von der zionistischen Führung im Voraus geplant war. Befürworter dieser These weisen auf Plan Dalet und deklassifizierte Schriften von Ben Gurion hin.[95][97] Kritiker hingegen behaupten, es gebe kein offizielles Dokument, das dies belege[98][99], und Morris kritisiert Pappé scharf für seine Unterstützung dieser Sichtweise.[100]

### Verweigerung des Rückkehrrechts
Die Gründe, die zur Flucht von etwa 700.000 - 750.000 arabischsprechenden Nichtjuden des seinerzeitigen britischen Mandatsgebietes Palästina führten, sind umstritten, in ihren politischen Folgen nach Ansicht des französischen Historikers Henry Laurens jedoch letztlich irrelevant: Das Wesentliche sei nicht, dass die Palästinenser gegangen sind, „sondern dass sie nicht zurückkehren durften“. Die Rückkehr palästinensischer Flüchtlinge sei auf Anweisung verhindert worden: „Die Dörfer wurden mit Planierraupen zerstört oder in die Luft gesprengt und die Ernten in Brand gesteckt. Flüchtlinge, die versuchten zurückzukehren, wurden erschossen.“
Folke Bernadotte, ein Vermittler der Vereinten Nationen, gilt als der Vater des Rückkehrrechts. Er wurde jedoch von zionistischen paramilitärischen Gruppen ermordet. Im Vorfeld der erfolglosen Abstimmung der UN-Generalversammlung am 17. Dezember 1948 über die Aufnahme Israels suchten zionistische Führer die Unterstützung der USA. Die Vereinigten Staaten stimmten zu, dafür zu votieren, machten jedoch deutlich, dass sie andere Nationen nicht drängen würden, es sei denn, Israel erfüllte seine internationalrechtlichen Verpflichtungen, einschließlich der Rückkehr der Flüchtlinge. Nachdem Israel sich weigerte, dies zu tun, beschrieb sich der US-Präsident als „angewidert“.
Unter anhaltendem Druck der Vereinigten Staaten sowie mehrerer UN-Komitees, ohne dabei seine Position zum Rückkehrrecht zu kompromittieren, führte Israel eine Politik der Familienzusammenführung ein. Diese erlaubte die Rückkehr einer begrenzten Anzahl von Flüchtlingen – insgesamt zwischen 23.000 und 40.000 von 750.000 Flüchtlingen zwischen 1948 und 1967. Die Politik war restriktiv, mit hohen bürokratischen Hürden versehen, und im Jahr 2016 stellten Akademiker fest, dass sie seit 2002 nach der zweiten Intifada effektiv eingestellt worden war.
Nachdem Truman gewarnt hatte, dass ein Nichtnachkommen in der Flüchtlingsfrage die Vereinigten Staaten zu einer „Überprüfung ihrer Haltung gegenüber Israel“ zwingen könnte, bot Israel während der Lausanner Konferenz an, 100.000 Flüchtlinge zurückkehren zu lassen. Laut Morris war dies „zu wenig, zu spät“ und trat nie in Kraft.
Der ehemalige israelische Außenminister Mosche Scharet vertrat die Ansicht, dass auch Präzedenzfälle wie die Vertreibung von 900.000 Deutschen aus der Tschechoslowakei nach dem Zweiten Weltkrieg keine Umkehrung einseitiger Flüchtlingsbewegungen erforderten. Laut Scharet wurde Israel als Ausnahme vom internationalen Recht behandelt. Stig Jägerskiöld, ein Professor für internationales Recht, behauptete 1966, dass das Rückkehrrecht ein individuelles, aber kein kollektives Recht sei.
Befürworter des Rückkehrrechts stützen sich teilweise auf folgende Quellen:
- Die Genfer Konventionen von 1949.[112]
- UN-Resolution 194, die besagt: „[Die Generalversammlung] beschließt, dass die Flüchtlinge, die in ihre Heimat zurückkehren und in Frieden mit ihren Nachbarn leben möchten, dies zum frühestmöglichen Zeitpunkt gestattet werden sollte“.[113]
- UN-Resolution 3236 in die, die „[Die Generalversammlung] bekräftigt auch das unveräußerliche Recht der Palästinenser, in ihre Heimat und ihr Eigentum zurückzukehren, aus denen sie vertrieben und entwurzelt wurden“.[114]
- Die Resolution 242 des Sicherheitsrates der Vereinten Nationen bekräftigt die Notwendigkeit, „eine gerechte Regelung des Flüchtlingsproblems herbeizuführen“.[114][115][116]
- „Jeder hat das Recht, jedes Land, einschließlich seines eigenen, zu verlassen und in sein Land zurückzukehren.“ Artikel 13(2), Allgemeine Erklärung der Menschenrechte (10. Dezember 1948).[112]
- Einige amerikanische Libertäre haben das palästinensische Rückkehrrecht weitgehend aus der Perspektive des Privateigentumsrechts vertreten. Professor Richard Ebeling schreibt: „Wenn eine Einigung zwischen Israelis und Palästinensern erzielt wird, würde die Gerechtigkeit verlangen, dass alle rechtmäßigen Eigentumswerte ihren rechtmäßigen Besitzern zurückgegeben werden sollten und dass diesen Besitzern das Wohnen auf ihrem Eigentum wieder gestattet sein sollte.“[117]
- Einige Philosophen sind der Meinung, dass grundsätzlich ein Rückkehrrecht bestehen sollte, unabhängig vom spezifischen Konflikt. Dies sei notwendig, um zu verhindern, dass mächtige Regime, die Vorurteile gegen Minderheiten oder andere Gruppen hegten, einen perverser Anreiz erhielten, diese zu vertreiben. Denn einmal zu Flüchtlingen geworden, fiele die Verantwortung für diese Personen auf die Gesellschaft des Aufnahmelandes.[118]

Andrew Kent, Professor an der Fordham University Law School, argumentiert, dass Israel nicht verpflichtet ist, ein palästinensisches Rückkehrrecht zu akzeptieren, da die von den Befürwortern des Rückkehrrechts zitierten Dokumente erst nach der palästinensischen Vertreibung in Kraft getreten sind. Kent argumentiert, dass diese Dokumente nicht anwendbar sind, da internationales Recht fast nie rückwirkend angewendet wird. Kent räumt jedoch ein, dass das internationale Recht heute fast sicher ein Rückkehrrecht vorsehen würde, wenn eine Flüchtlingsvertreibung unter ähnlichen Umständen stattfinden würde.
Das palästinensische Rückkehrrecht findet starke Unterstützung bei den Vereinten Nationen. 89 Staaten haben für die Resolution UNGA 3236 gestimmt, während nur 9 dagegen waren. Dennoch lehnt Israel dieses Recht aus folgenden Gründen ab:
- Demografisches Problem: Ein Rückkehrrecht könnte Juden in Israel zur Minderheit machen.[121]
- Ruth Lapidoth argumentiert, dass Resolution 194 vorschreibt, dass Flüchtlinge bereit sein müssen, „mit ihren Nachbarn in Frieden zu leben“, eine Bedingung, die ihrer Meinung nach noch nicht erfüllt ist.[122]
- Palästinenser, die eine andere Staatsangehörigkeit erworben haben, sollten nicht zurückkehren dürfen, da die Flüchtlingskonvention von 1951 unter anderem nicht mehr auf Personen anwendbar ist, die eine neue Staatsangehörigkeit erworben haben.[123]
- Einige vertreten die Ansicht, dass die Flüchtlingskonvention von 1951 keine spezifische Erwähnung von Nachkommen enthält – folglich ist der Status nicht vererbbar.[123] Der vererbte Flüchtlingsstatus ist aber keineswegs einzigartig für die Palästinenser; er findet sich auch in Ruanda und im Kosovo. Zudem kann in Zypern und anderen Orten der Status als intern vertriebene Person (IDP) von den Eltern auf die Kinder übergehen.[124][125]

## Nakba-Diskurs bei Palästinensern

### Nakba-Gedenktag
Seit 1949 gedenken Palästinenser jährlich am 15. Mai der Nakba. Gemäß dem gregorianischen Kalender wurde 1948 am Vortag die Unabhängigkeitserklärung Israels verlesen. Diese Gründung Israels wird von vielen in Israel und in jüdischen Gemeinden der Diaspora nach dem jüdischen Kalender am 5. Ijjar (oder, falls er auf Schabbat fällt, an Nachbartagen) als „Jom haʿAtzmaʾut“, als Nationalfeiertag der Unabhängigkeit Israels, gefeiert. Beide Kalender verschieben sich wegen unterschiedlicher Schaltregeln gegeneinander. 1998 hatte der damalige Präsident der palästinensischen Autonomiegebiete Jassir Arafat den „Tag der Nakba“ offiziell eingeführt, der in vielen Ländern begangen wird. Der „Tag der Nakba“ hat im palästinensischen Kalender eine besondere Stellung als Gedenktag. An ihm soll die Geschichte Palästinas thematisiert und vergegenwärtigt werden und der historischen Ereignisse gedacht werden.

## Nakba-Diskurs in Israel

### Israelische Gesetzgebung
2008 verbot das israelische Ministerium für Kultur und Sport die Verwendung des Wortes Nakba in arabischsprachigen israelischen Schulbüchern. Minister Gidʿon Saʿar erklärte, es gebe keinen Grund, die Gründung des Staates Israel in offiziellen Unterrichtsprogrammen als Katastrophe darzustellen. Rechtsgerichteten Israelis sind die Gedenkfeiern arabischer Israelis ein Dorn im Auge, da diese des Nakba-Tages am israelischen Unabhängigkeitstag gedenken. Im März 2011 beschloss die Knesset daher ein kontroverses Gesetz, das zwar nicht das Gedenken verbietet, aber das Finanzministerium kann staatlich geförderten Institutionen, die solche Gedenkfeiern abhalten oder unterstützen, die Zuschüsse kürzen. Im Januar 2012 bestätigte Israels Oberstes Gericht das Nakba-Gesetz. Kürzungen drohen auch jenen staatlich geförderten Einrichtungen, die Israel nicht als jüdischen Staat anerkennen wollen.

### Nakba als Kampfbegriff der israelischen Rechten
Seitens der israelischen Rechten wird der Begriff Nakba als Drohung einer ethnischen Säuberung gegen Palästinenser und palästinensisch stämmige Israelis genutzt. Beim national-religiösen, rechtsextremen Flaggenmarsch am Jerusalemtag kommt es regelmäßig insbesondere zu rassistischen Äußerungen gegen Araber und arabische Muslime. 2021 riefen Teilnehmer des Marsches Slogans wie „Tod den Arabern“, „Ein toter Araber ist ein guter Araber“ und „Die zweite Nakba [Vertreibung der Palästinenser] kommt bald“. Nach dem Angriff der Terrorgruppe Hamas auf Israel im Oktober 2023, mit hunderten israelischen Toten, forderte der Knesset-Abgeordnete Ariel Kallner (Likud) die ethnische Säuberung des Gazastreifens und umschrieb diese mit dem Wort Nakba:

„Im Moment gibt es nur ein Ziel: Nakba! Eine Nakba, die die Nakba von 1948 in den Schatten stellen wird. Nakba in Gaza und Nakba für jeden, der es wagt, sich anzuschließen! Ihre Nakba, denn wie damals 1948 ist die Alternative klar.“

Im November 2023 sprach sich sein Parteifreund, Landwirtschaftsminister Avi Dichter, in einem Interview für eine „Gaza-Nakba“ aus: „So wird es enden.“

### Initiativen
Im Jahre 2002 wurde in Israel ein Verein mit dem Namen „Zochrot“ (hebräisch זוֹכְרוֹת ‚Erinnernde‘ in weiblicher Pluralform) gegründet, der sich zum Ziel gesetzt hat, jüdischen Israelis die Problematik der Nakba näherzubringen. Hierzu gibt der Verein eine Zeitschrift mit dem Titel „Sedek“ (hebräisch סֶדֶק Sedeq, deutsch ‚Riss‘) heraus, veranstaltet Führungen zu Wüstungen an Stellen ehemals palästinensischer Dörfer und zu ehemals vorwiegend arabischen Stadtquartieren und informiert mit Veranstaltungen zum Thema der Nakba. Des Weiteren verteilt er Unterrichtsmaterial über die Nakba an interessierte Lehrer und Hochschulreferenten.

## Einordnung

### Ethnische Säuberung
Die Nakba wird von mehreren Journalisten und Wissenschaftlern als ethnische Säuberung eingestuft. Zu ihnen gehören:
- palästinensische Forscher wie Rashid Khalidi[139], Adel Manna[140], Nur Masalha[141], Nadim Rouhana[142], Ahmad H. Sa'di[143] und Areej Sabbagh-Khoury[144].
- israelische Forscher wie Alon Confino[145], Amos Goldberg[146], Baruch Kimmerling[147], Daniel Blatman[148], Omer Bartov[149],  Ronit Lentin[150], Ilan Pappé[151] und Jehuda Schenhaw[152].
- internationale Wissenschaftler wie Abigail Bakan[153], Elias Khoury[154], Mark Levene[155], Derek Penslar[92] und Patrick Wolfe[156].

Andere Wissenschaftler wie Yoav Gelber, Benny Morris, und Seth J. Frantzman, sind nicht der Meinung, dass die Nakba eine ethnische Säuberung darstellt. Morris lehnte 2016 die Beschreibung „ethnische Säuberung“ für 1948 ab, während er auch aussagte, dass man vielleicht von einer teilweisen ethnischen Säuberung sprechen könne, wenn Lod und Ramle berücksichtigt werden. Im Jahr 2004 rechtfertigte Morris die Flucht und Vertreibung als moralisch vertretbar und erklärte:

„A Jewish state would not have come into being without the uprooting of 700,000 Palestinians. Therefore it was necessary to uproot them. There was no choice but to expel that population. It was necessary to cleanse the hinterland and cleanse the border areas and cleanse the main roads. It was necessary to cleanse the villages from which our convoys and our settlements were fired on.
[Journalist: The term `to cleanse' is terrible.]
I know it doesn't sound nice but that's the term they used at the time. I adopted it from all the 1948 documents in which I am immersed.“

„Ein jüdischer Staat wäre ohne die Vertreibung von 700.000 Palästinensern nicht entstanden. Daher war es notwendig, sie zu vertreiben. Es gab keine andere Wahl, als diese Bevölkerung zu vertreiben. Es war notwendig, das Hinterland zu säubern und die Grenzgebiete sowie die Hauptverkehrswege zu säubern. Es war notwendig, die Dörfer zu säubern, von denen aus unsere Konvois und unsere Siedlungen beschossen wurden.
[Journalist: Der Begriff `säubern' ist schrecklich.]
Ich weiß, es klingt nicht schön, aber das ist der Begriff, der damals verwendet wurde. Ich habe ihn aus allen Dokumenten von 1948 übernommen, in denen ich vertieft bin.“

Der kanadische Menschenrechtsanwalt David Matas weist diese Einordnung zurück, da angesichts des erheblichen Anteils von Arabern an der israelischen Bevölkerung von einer „Säuberung“ keine Rede sein könne; die, die gegangen seien, seien vor dem Krieg geflohen; zudem habe ja der UN-Teilungsplan für Palästina von 1947 ethnisch getrennte Siedlungsgebiete vorgesehen. Dennoch zeigen Dokumente des UN-Unterausschusses, dass gemäß dem Plan 44 % der Bürger des jüdischen Staates Araber sein sollten.

### Freiwillige Flucht
In der Jewish Virtual Library wird der Exodus der palästinensischen Bevölkerung als großenteils freiwillig dargestellt: Sie sei vor dem Krieg geflohen oder weil sie von den arabischen Führern dazu aufgefordert wurden. Von Vertreibungen sei nur eine kleine Minderheit betroffen gewesen. Efraim Karsh gehört zu den wenigen Historikern, die immer noch der Meinung sind, dass die meisten der geflohenen Araber aus eigenem Antrieb gingen oder von ihren arabischen Mitbürgern dazu gedrängt wurden, trotz israelischer Versuche, sie zum Bleiben zu bewegen. Er sagt, dass die Vertreibungen in Lod und Ramle aus militärischer Notwendigkeit heraus erfolgten.

### Völkermord und der Vergleich mit dem Holocaust
Von dem britischen Soziologen Martin Shaw und von der Webseite des Center for Constitutional Rights, einer amerikanischen Menschenrechtsorganisation, wird die Nakba als Völkermord bezeichnet. Auch im Postkolonialismus findet sich diese Deutung. Eine Gleichsetzung der Nakba mit dem Holocaust findet sich gehäuft im deutschen Rechtsextremismus. Der israelische Historiker Omer Bartov hält die Beschreibung der Nakba als Völkermord für unzulässig: Zum einen werde der Begriff Völkermord dadurch so weit ausgedehnt, dass er bedeutungslos werde; vielmehr gelte es, zwischen Völkermorden und ethnischen Säuberungen zu differenzieren. Zum anderen sei die These, der Staat Israel sei 1948 mit einem Völkermord gegründet worden, nicht durch eine historische Beweisführung motiviert, sondern von dem „Drang, die bloße Existenz des Staates Israel zu delegitimieren.“

### Vergleich mit der „jüdischen Nakba“
In Israel ist die Ansicht verbreitet, dass die Nakba und die Vertreibung von Juden aus arabischen und islamischen Ländern, von der 850.000 Mizrachim betroffen waren, beide Teil eines Bevölkerungsaustauschs waren, wie er nach dem Zweiten Weltkrieg in mehreren Konfliktregionen stattfand. Diese Ereignisse werden von einigen Autoren als „jüdische Nakba“ bezeichnet und reichen vom israelischen Unabhängigkeitskrieg 1948 bis in die Gegenwart. Doch während die israelische Regierung die aus den arabischen Ländern und dem Iran vertriebenen Juden integriert habe, sei dies mit den Palästinensern in den sie aufnehmenden Staaten nicht geschehen: Ihr Flüchtlingsstatus wurde im arabischen Ausland (Libanon, Syrien) wie in den palästinensischen Gebieten unter arabischer Regierung von 1948 bis 1967 weitervererbt und sie wie ihre Nachkommen mussten und müssen unter ärmlichen Bedingungen in Flüchtlingslagern leben, was dann die israelische Besatzungsverwaltung (1967 bis 1995) unverändert ließ wie auch die seither zuständige Palästinensische Autonomiebehörde nichts daran ändere. Auch bestehe Israel, anders als die arabischen Staaten, nicht auf einem Rückkehrrecht der vertriebenen jüdischen Araber, geschweige denn auf ein Recht auf Einwanderung ihrer Nachkommen in die Herkunftsländer ihrer Vorfahren, während propalästinensische Vertreter sogar für Nachkommen palästinensischer Geflüchteter und Vertriebener, die außerhalb des Gebiets, das heute Israels Territorium ist, geboren wurden, ein Recht auf „Rückkehr“ verlangen.
Der israelische Historiker Yehoshua Porath hat den Vergleich abgelehnt und argumentiert, dass die ideologische und historische Bedeutung der beiden Bevölkerungsbewegungen völlig unterschiedlich ist und dass jegliche Ähnlichkeit oberflächlich ist. Porath sagt, dass die Einwanderung von Juden aus arabischen Ländern nach Israel, ob vertrieben oder nicht, aus einer jüdisch-zionistischen Perspektive die Erfüllung eines „nationalen Traums“ und der israelischen nationalen Politik in Form des Ein-Millionen-Plans war. Er weist auf die Bemühungen israelischer Agenten hin, die in arabischen Ländern arbeiteten, einschließlich derjenigen der Jewish Agency in verschiedenen arabischen Ländern seit den 1930er Jahren, um eine jüdische „Alija“ zu unterstützen. Porath stellt dies dem gegenüber, was er als „nationale Katastrophe“ und „endlose persönliche Tragödien“ bezeichnet, die von den Palästinensern erlitten wurden und zu „dem Zusammenbruch der palästinensischen Gemeinschaft, der Fragmentierung eines Volkes und dem Verlust eines Landes, das in der Vergangenheit größtenteils arabischsprachig und islamisch war“, führten.
Shlomo Hillel, ein Regierungsminister und aktiver Zionist im Irak, lehnte die Analogie vehement ab: „Ich betrachte den Abgang der Juden aus den arabischen Ländern nicht als den von Flüchtlingen. Sie kamen hierher, weil sie wollten, als Zionisten.“ In einer Knesset-Anhörung erklärte Ran Cohen nachdrücklich: „Ich sage dies: Ich bin kein Flüchtling.“ Er fügte hinzu: „Ich kam auf Befehl des Zionismus, wegen der Anziehungskraft, die dieses Land ausübt, und wegen der Idee der Erlösung. Niemand wird mich als Flüchtling definieren.“

### Anerkennung durch Vereinte Nationen
Die Generalversammlung der Vereinten Nationen legte mit der Verabschiedung zweier Resolutionen im Jahr 2022 und 2024 den 15. Mai dauerhaft als Nakba-Gedenktag fest. Die UN-Generalversammlung gedachte der Nakba erstmals am 15. Mai 2023.

## Filme
- Die Söhne von Eilaboun, ein Dokumentarfilm über den Exodus in Eilaboun von Hisham Zreiq
- Tantura, von Alon Schwarz, über das Tantura-Massaker, 1948
- On the Side of the Road, von Lia Tarachansky. Über der kollektiven Amnesie der Israelis in Bezug auf die schicksalhaften Ereignisse von 1948, als der Staat Israel entstand und die meisten Palästinenser zu Flüchtlingen wurden.
- The First 54 Years: An Abbreviated Manual for Military Occupation, von Avi Mograbi. Indem sie ihre Befehle, ihre Missionen und ihre Handlungen beschreiben, berichten israelische Soldaten als Zeugen über die Mechanismen der Unterdrückung der Palästinenser von 1967 bis zum heutigen Tag. Mit diesen Zeugenaussagen enthüllen sie die Fabrik der Besatzungsmaschinerie.